# Tonicina zschaui
Tonicina zschaui är en blötdjursart som först beskrevs av Pfeffer 1886.  Tonicina zschaui ingår i släktet Tonicina och familjen Ischnochitonidae. Inga underarter finns listade i Catalogue of Life.